# Distretto di Dibër
Il distretto di Dibër (in albanese: Rrethi i Dibrës) era uno dei 36 distretti amministrativi dell'Albania.
La riforma amministrativa del 2015 ha ricompreso il territorio dell'ex distretto nel comune di Dibër, di nuova istituzione.

## Geografia antropica

### Suddivisioni amministrative
Il distretto comprendeva un comune urbano e 14 comuni rurali.

#### Comuni urbani
- Peshkopi

#### Comuni rurali
- Arras
- Fushë Çidhën (Çidhën, Fushe Cidhel)
- Kala e Dodës (Kalaja e Dodës)
- Kastriot
- Lurë
- Luzni
- Maqellarë
- Melan
- Muhurr (Muhur, Fushë Muhurr)
- Qendër Tomin (Tomin, Qafe Tomin)
- Selishtë
- Sllovë
- Zall Dardhë
- Zall Reç